# Macrobrachium nipponense
Macrobrachium nipponense är en kräftdjursart som först beskrevs av De Haan 1849.  Macrobrachium nipponense ingår i släktet Macrobrachium och familjen Palaemonidae. Inga underarter finns listade i Catalogue of Life.